# رغيد (اسم)
رغيد هو اسم علم مذكر من أصل عربي، ومعناه هو من المصدر «رغد» وهو صفة مشبهة المرفه السعيد المنعم طيب العيش يقال «أرغد الله عيشه» إذا جعله رغيدًا، أو يُقال «عيشًا رغيدًا» .

## شخصيات تحمل الاسم
- رغيد الصلح (7 يوليو 1942 – 1 فبراير 2018)
- رغيد كني (20 يناير 1972 – 3 يونيو 2007)

## وصلات خارجية
- موسوعة السلطان قابوس لأسماء العرب نسخة محفوظة 5 أبريل 2019 على موقع واي باك مشين.